# یواس‌ان‌اس جان لنتال (تی-ای‌او-۱۸۹)
یواس‌ان‌اس جان لنتال (تی-ای‌او-۱۸۹) (به انگلیسی: USNS John Lenthall (T-AO-189)) یک کشتی است که طول آن ۶۷۷ فوت (۲۰۶ متر) می‌باشد. این کشتی در سال ۱۹۸۶ ساخته شد.